# Meloboris leucaniae
Meloboris leucaniae är en stekelart som beskrevs av Kusigemati 1972. Meloboris leucaniae ingår i släktet Meloboris och familjen brokparasitsteklar. Inga underarter finns listade i Catalogue of Life.